# 9785 Senjikan
9785 Senjikan è un asteroide della fascia principale. Scoperto nel 1994, presenta un'orbita caratterizzata da un semiasse maggiore pari a 2,7495154 UA e da un'eccentricità di 0,0553157, inclinata di 3,12396° rispetto all'eclittica.